# Kasahara Yukio
Kasahara Yukio (笠原幸雄 Lạp Nguyên Hạnh Hùng) sinh ngày 6 tháng 11 năm 1889 - mất ngày 2 tháng 1 năm 1988, là một vị tướng trong Quân đội Đế quốc Nhật Bản, tham gia Chiến tranh Trung-Nhật.

## Tiểu sử
Kasahara được sinh ra trong một gia đình binh nghiệp ở Sendai, thời thanh niên học ở trường Chuyên Trung học Tokyo. Ông tốt nghiệp khóa 22 của Học viên Lục quân Đế quốc Nhật Bản năm 1913 và khóa 22 trường Cao đẳng Tham mưu Lục quân tháng 11 năm 1918. Kasahara được gởi đến Moskva, Nga với vai trò Quan sát viên quân sự từ năm 1929 đến năm 1932, tại đây ông thông thạo tiếng Nga. Ngày về Nhật Bản, ông được chuyển tới Phòng 4 Chi nhánh của Liên Xô, Cục 2 của Tổng tham mưu Đế quốc Nhật Bản.
Từ năm 1933 đến năm 1934, ông trở thành một giảng viên tại Trường Kị binh và sau đó được bổ nhiệm làm chỉ huy Trung đoàn Kỵ binh Vệ binh Hoàng gia từ năm 1934 đến năm 1936.
Kasahara trở về lại Cục 2 Tổng tham mưu Đế quốc vào năm 1936 là trưởng Phòng 4, Phòng 5 và Phòng 6 bao gồm tất cả tin tức, thông tin từ châu Âu, Mĩ và Nga. Ông là người đề xuất chính của học thuyết "Bắc tiến luận", trực giác mãnh liệt của ông cho rằng Liên Xô chính là mối đe dọa lớn và là một cơ hội lớn của Nhật Bản.
Từ năm 1937 đến năm 1938, Kasahara tới Mãn Châu quốc với chức Phó Tham mưu trưởng của đạo quân Quan Đông. Trong một nhiệm vụ quân sự ông đã viếng thăm Đức năm 1938 sau khi kết thúc Hiệp định Phát xít Đức Ý Nhật, ngày trở về Nhật Bản ông trở lại vị trí Tổng tham mưu.

Tuy nhiên, Kasahara sớm được cử về Trung Quốc. Từ năm 1939 đến năm 1941, ông giữ chức Tham mưu trưởng của Quân đội miền bắc Trung Quốc. Sau đó ông được thăng lên Tổng tư lệnh Sư đoàn 12 từ năm 1941 đến năm 1942.
Năm 1942 đến năm 1945, Kasahara giữ chức Tham mưu trưởng đạo quân Quan Đông. Tuy nhiên vào tháng 4 năm 1945, ông được bổ nhiệm để thay thế Đại tướng Uetsuki Yoshio chỉ huy Quân đoàn 11 IJA, và do đó ông tham gia vào Chiến dịch Ichi-Go, đặc biệt là trận Quế Lâm - Liễu Châu.

### Sách
- Fuller, Richard (1992). Shokan: Hirohito's Samurai. London: Arms and Armor. ISBN 1-85409-151-4.
- Hsu, Long-hsuen (1971). History of The Sino-Japanese War (1937-1945) 2nd Ed. Chang Ming-kai. Taipei, Taiwan: Chung Wu Publishing.